# Villa dei Sette Bassi

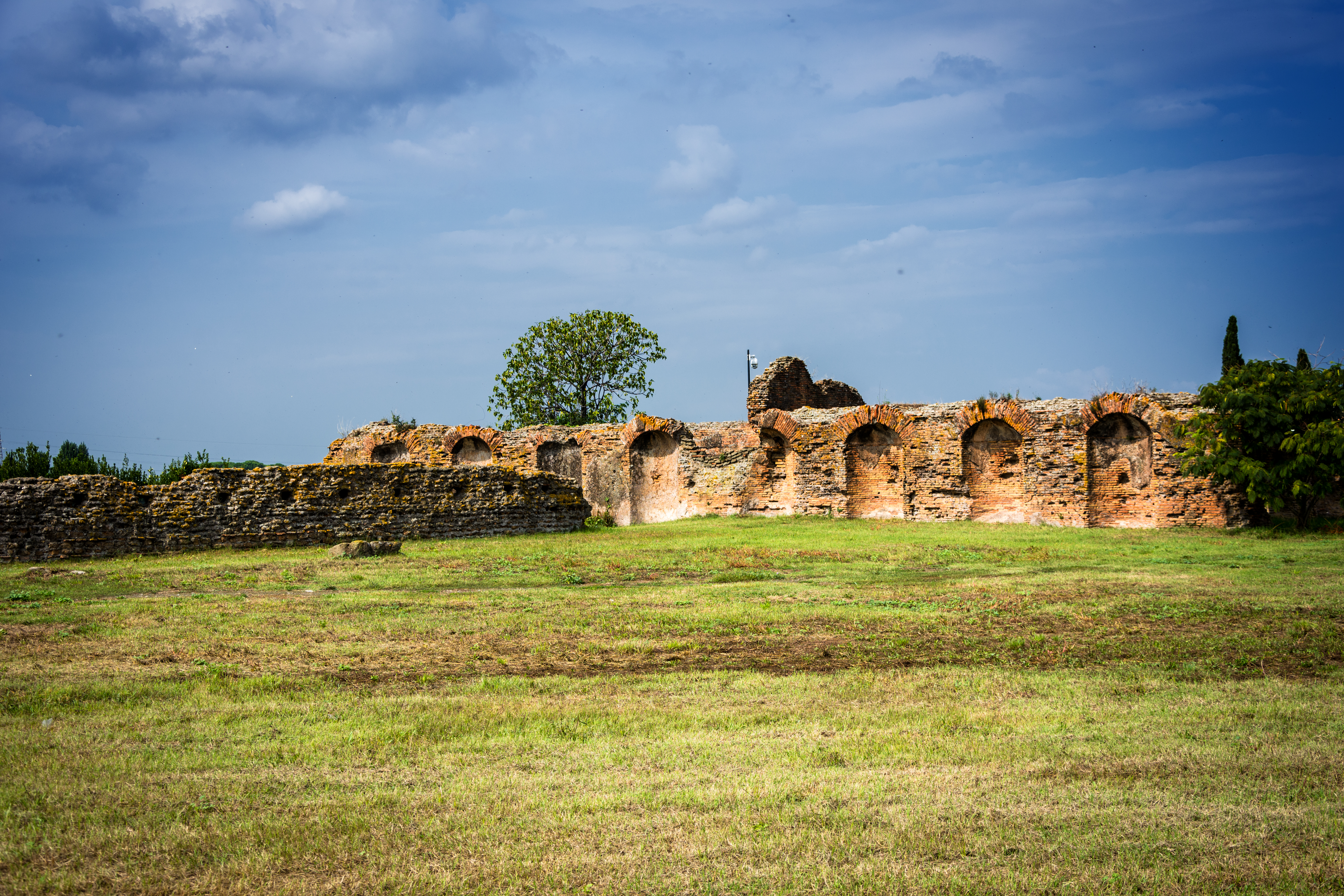
Vista de Villa dei Sette Bassi, um exemplo notável de arquitetura renascentista, com detalhes que refletem a importância histórica e cultural da villa na região. A imagem mostra a fachada principal, destacando os elementos específicos da época, como as colunas e os arcos. Esta villa, localizada num ambiente natural e tranquilo, ilustra uma simbiose entre arquitetura e paisagem, sendo um testemunho do estilo de vida aristocrático durante o período renascentista.

A Villa dei Sette Bassi (também Villa Via Tuscolana) é um sítio arqueológico localizado em Roma, Itália.
O local está localizado na quinta milha da Via Tuscolana a sudeste de Roma e faz parte do Parque Regional da Via Ápia. Era a segunda maior vila nos subúrbios da Roma Antiga, depois da de Quintilios. O nome, conhecido desde a Idade Média, é derivado de Septimius Basso, prefeito do imperador Septimius Severus (193–211) e possível proprietário da vila. O local, no entanto, remonta a Antoninus Pius (138-161) e foi habitado até ao início do século IV, e mantido por restaurações adicionais por mais dois séculos.
A área da villa continha um hipódromo, bem como cisternas que obtinham a água de um aqueduto dedicado à villa. Restos de uma das cisternas formam a base de uma casa de fazenda na propriedade.
O estado destas ruínas é mau. Em fevereiro de 2014, um contraforte desabou. Isto foi atribuído a fortes chuvas, mas as escavações mostraram que os materiais de construção usados eram de baixa qualidade. Além disso, a área foi sujeita a alguns bombardeamentos durante a Segunda Guerra Mundial.